# IC 4876
IC 4876 је спирална галаксија у сазвјежђу Телескоп која се налази на листи објеката дубоког неба у Индекс каталогу.
Деклинација објекта је - 52° 50' 35" а ректасцензија 19h 37m 42,5s. Привидна величина (магнитуда) објекта IC 4876 износи 13,6 а фотографска магнитуда 14,3. Налази се на удаљености од 73,053 милиона парсека од Сунца. IC 4876 је још познат и под ознакама ESO 185-4, AM 1933-525, IRAS 19338-5257, PGC 63434.